# Wellen (Belgio)
Wellen è un comune belga di 6 998 abitanti, situato nella provincia fiamminga del Limburgo belga.